# Угву, Прешес
Прешес Джоэл Уче-Чукву Угву (нидерл. Precious Joel Uche-Chukwu Ugwu; род. 8 февраля 2006, Фильдерштадт, Баден-Вюртемберг) — нидерландский футболист, защитник клуба «Волендам».

## Клубная карьера
Прешес начинал карьеру в скромной команде ОФК из Остзана, откуда в 2014 году вошёл в систему амстердамского «Аякса». В концовке сезона 2023/24 его стали привлекать к матчам второй команды клуба «Йонг Аякс» в Эрстедивизи. Его дебют во взрослом футболе состоялся 26 февраля 2024 года с выхода на замену в матче с «Телстар». По итогам первого сезона защитник провёл 4 игры во второй по значимости лиге Нидерландов. В сезоне 2024/25 он принял участие в 27 встречах турнира, забив первый гол в карьере — «Камбюру» 24 февраля 2025 года.
Летом 2025 года перешёл в «Волендам», подписав трёхлетний контракт до середины 2028 года.

## Карьера в сборной
Прешес представляет Нидерланды на юношеском уровне. В 2023 году он провёл 2 игры за юношескую сборную Нидерландов (до 17 лет). В 2023—2024 годах он сыграл 7 игр за свою страну в следующей возрастной категории, отметившись 1 забитым голом. В 2024 году защитник начал выступления за юношескую сборную Нидерландов (до 19 лет). В 2025 году в её составе Прешес принимал участие на юношеском чемпионате Европы. На этом турнире защитник провёл все матчи, а его команда в итоге стала чемпионом Европы.

## Достижения
Сборная Нидерландов (до 19 лет)
- Чемпион Европы (до 19 лет) (1): 2025

## Личная жизнь
Отец Прешеса нигериец, а мать боснийка. Он обладает двойным гражданством Нидерландов и Германии.